# Piernajaure
Piernajaure är en sjö i Jokkmokks kommun i Lappland och ingår i Luleälvens huvudavrinningsområde. Piernajaure ligger i Stora Sjöfallet Natura 2000-område.